# Cettia carolinae
Cettia carolinae là một loài chim trong họ Cettiidae.